# Pascal Fabre
Pascal Fabre (* 9. ledna 1960 Lyon) je francouzský automobilový závodník.
Rodák z Lyonu, Pascal Fabre zahájil svou kariéru v 19 letech ve francouzské Formuli Renault, psal se rok 1979. V prestižní školní formuli Volant Elf skončil na 7. místě a otevřel si dveře do francouzské Formule 3.
V roce 1989 se účastní Mistrovství světa sportovních vozů v týmu Courage Competition s vozem Cougar C22S Porsche, celkově je 28. V následující sezóně se stejným týmem a vylepšeným vozem obsazují 7 místo v Le Mans. Pro rok 1991 se přechází na vůz ROC 002 Ford, ale bez výraznějších výsledků. V roce 1992 startuje v americké sérii IMSA pouze v závodě v Daytoně. A s vozem Audi se účastní Mistrovství Francie cestovních vozů. V letech 1993 až 2001 se pravidelně prezentuje ve vytrvalostních závodech a v Le Mans.

## Formule 3
Pascal si vedl velmi úspěšně a s vozem Martini Mk 31 Toyota skončil v celém seriálu na druhém místě, když nestačil jen na Ferteho. Mezi jeho soupeři byli i budoucí jezdci formule 1 Michele Alboreto, Thierry Boutsen, Philippe Alliot či Philippe Streiff, kteří alespoň v jednom závodě zvítězili.
V roce 1981 střídavě soutěží ve francouzském šampionátu F3 a evropském mistrovství F3, tentokrát s vozem Martini Mk 34 Toyota. V domácím šampionátu vítězí Philippe Streiff, Pascal končí až na 7. místě. Evropské formuli 3 vévodili Italové, zvítězil Mauro Baldi, Fabre se stejným vozem, se kterým jezdí ve Francii, končí na deprimujícím 22. místě.
To nenahlodalo jeho sebedůvěru a tak se pro rok 1982 přidává k týmu AGS, aby se účastnil Mistrovství Evropy Formule 2. V roce 1983 se znovu objevuje v evropské sérii F3 v týmu RMO s vozem Martini Mk 39 Alfa Romeo, ale ve Formuli 3 mají nadvládu Italové a tak se šampiónem stává Pierluigi Martini, přesto Fabre dokáže nasbírat 8 bodů což mu stačí na 10. místo. V tom samém roce se poprvé pouští do 24 h v Le Mans, v týmu WM Secateva spolu s Rogerem Dorchym a Alainem Couderacem střídají za volantem vozu WM P83 Peugeot, celkově končí na 16. místě. Následující rok se vrací do F2.
| Rok  | 1   | 2   | 3   | 4   | 5   | 6   | 7   | 8   | 9   | 10  | 11  | 12  | 13  | 14  | 15  | Pořadí    | Body |
| ---- | --- | --- | --- | --- | --- | --- | --- | --- | --- | --- | --- | --- | --- | --- | --- | --------- | ---- |
| 1980 | 01  | 02  | 03  | 04  | 05  | 06  | 07  | 08  | *   | *   | *   | *   | *   | *   | *   | 2. místo  | 72   |
| 1981 | 01  | 02  | 03  | 04  | 05  | 06  | 07  | 08  | 09  | 10  | *   | *   | *   | *   | *   | 7. místo  | *    |
| 1981 | Ita | Něm | GB  | Rak | Bel | Fra | Fra | Niz | GB  | Fra | Ita | Šve | Špa | Ita | Ita | 22. místo | 1    |
| 1983 | Ita | Bel | Fra | Rak | Fra | GB  | Ita | Ita | Niz | Šve | Fra | Špa | Ita | GB  | Fra | 10. místo | 8    |

## Formule 2
Fabre si vedl vcelku zdatně s vozem AGS JH 19 v obrovské konkurenci dokázal bodovat i přesto že byl v týmu pouze do počtu, aby kryl záda Streiffovi. V prvním závodě nedojel pro havárii, ale v Německu už byl 12, v Thruxtonu 13, na Nürburgringu 16, v Mugellu znovu 16. Okruh v blízkosti Říma mu přinesl první stupně vítězů (3. místo) a Fabre tak završil úspěch týmu AGS, když Streiff byl o stupínek lepší. Další závody Pascal Fabre nezvládl, v Pau se nekvalifikoval, v Belgii dokončil až na 19 místě a v dalších dvou závodech ho zradil motor. Až ve Švédsku si Fabre připsal další bod za 6. místo. V posledních dvou závodech v Itálii končí jen těsně mimo bodované pozice. Přesto to Pascal bral jako neúspěch a vrací se zpět do evropské F3. Po roční pauze se vrací do F2 s vozem March 842 BMW. Dokázal dojet 5. v Silverstone a Římě a zvítězil v Německu, potom se tým rozdělil kvůli finančním neshodám, ale i tak je celkově 8. V roce 1984 Formule 2 zaniká a Pascal Fabre se snaží získat angažmá v nově vytvořeném seriálu Formule 3000.
| Rok  | 1  | 2   | 3  | 4   | 5   | 6   | 7   | 8   | 9   | 10 | 11  | 12  | 13  | Pořadí    | Body |
| ---- | -- | --- | -- | --- | --- | --- | --- | --- | --- | -- | --- | --- | --- | --------- | ---- |
| 1982 | GB | Něm | GB | Něm | Ita | Ita | Fra | Bel | Něm | GB | Šve | Ita | Ita | 15. místo | 5    |
| 1984 | GB | Něm | GB | Ita | Ita | Fra | Něm | Ita | Ita | GB | GB  | *   | *   | 8. místo  | 13   |

## Formule 3000
V roce 1985 se Fabre sveze s vozem March 85B až v posledním závodě sezóny v britském Doningtonu, startuje z 15 místa a v cíli je 10. Jinak se musí spokojit s cestovním BMW M5 v mistrovství cestovních vozů.
Pro rok 1986 připravuje vůz Lola T86/50 Cosworth a hned v úvodním závodě zvítězil i když závod byl po 24 kolech přerušen pro nehodu. Pak přišla série neúspěchů , znovu se chytl až v Enna, když cílovou pásku proťal jako druhý a v Birminghamu přidal 5 místo. Celkově to stačilo na 7 příčku. Stáj AGS pro rok 1987 připravila vůz formule 1 a jako jezdce angažovala Fabreho.
| Rok  | 1  | 2   | 3   | 4   | 5   | 6   | 7   | 8   | 9   | 10  | 11  | N   | Pořadí   | Body |
| ---- | -- | --- | --- | --- | --- | --- | --- | --- | --- | --- | --- | --- | -------- | ---- |
| 1985 | GB | GB  | Por | Ita | Fra | Bel | Fra | Ita | Rak | Nl  | GB  | Ant | **       | **   |
| 1986 | GB | Ita | Fra | Bel | Ita | Ita | Ita | Rak | GB  | Fra | Špa | *   | 7. místo | 15,5 |

## Formule 1
V roce 1987 se Tým AGS rozhodl pro vstup do F1. Jako vhodného kandidáta na post pilota si vybrali právě Fabreho. Nicméně Fabre byl v jednání se stáji Ligier a proto k podepsání smlouvy došlo až v únoru. FIA prohlásila, že koncem roku 1988 budou zakázané turbo motory a aby podpořila tuto myšlenku a povzbudila týmy s atmosférickými motory zařadila oddělený bodový systém pro piloty a konstruktéry. AGS zvolilo tuto cestu a do svého vozu začalo montovat klasické motory Cosworth V8. Již před sezónní testy naznačily slabou výkonnost vozu, v každém kole ztrácel 5s na vozy Tyrrell se stejným motorem. Pascal Fabre značně zaostával i za vozy bez turba a ještě před koncem sezóny pro něj ve formuli 1 není místo. V poháru Jima Clarka pro piloty s motory bez Turba končí na 5 místě s 35 body.
| Rok  | 1   | 2   | 3   | 4   | 5   | 6   | 7  | 8   | 9   | 10  | 11  | 12  | 13  | 14  | 15  | 16  | Pořadí | Body |
| ---- | --- | --- | --- | --- | --- | --- | -- | --- | --- | --- | --- | --- | --- | --- | --- | --- | ------ | ---- |
| 1987 | BRA | SMA | BEL | MON | USA | FRA | GB | NĚM | HUN | RAK | ITA | POR | ŠPA | MEX | JAP | AUS | **     | 0    |

Vozy
- 1986 – AGS JH 22

- 11 Grand Prix
- 0 Vítězství
- 0 Podium
- 0 bodů